# 黃萼
黃萼（1549年—？），字國英，號環碧，福建漳州府龍溪縣人，民籍，明朝政治人物。

## 生平
隆庆元年（1567年）丁卯科福建鄉試第十五名，萬曆十一年（1583年）癸未科會試第一百十五名，登三甲第二百六十四名進士。吏部觀政，十三年授大理寺右评事，十六年升右寺副，十八年升寺正，十九年升梧州府知府，卒于官。

## 家族
曾祖黃容清；祖父黃純傑；父黃佐。母許氏。慈侍下。